# جئومتری دش
جئومتری دش (انگلیسی: Geometry Dash) یک بازی ویدئویی آرکید موزیکال تک‌نفره و چندنفره برای سکوهای اندروید، آی‌اواس، ویندوز فون و ویندوز (استریم) می‌باشد که توسط رابرت توپالا توسعه و راب‌تاپ گیمز نشر پیدا کرده‌است. جئومتری دش اولین بار در سال ۲۰۱۳ منتشر شد.